# 艾氏小雷氏鯰
艾氏小雷氏鯰，為輻鰭魚綱鯰形目鼬鯰科的其中一種，為亞熱帶淡水魚，分布於南美洲阿根廷Itiyuro河流域，體長可達18.3公分，棲息在底層水域，生活習性不明。

## 扩展阅读
維基物種上的相關：艾氏小雷氏鯰